# Route départementale 29 (Hautes-Pyrénées)
Pour les articles homonymes, voir D29 et Route 29.

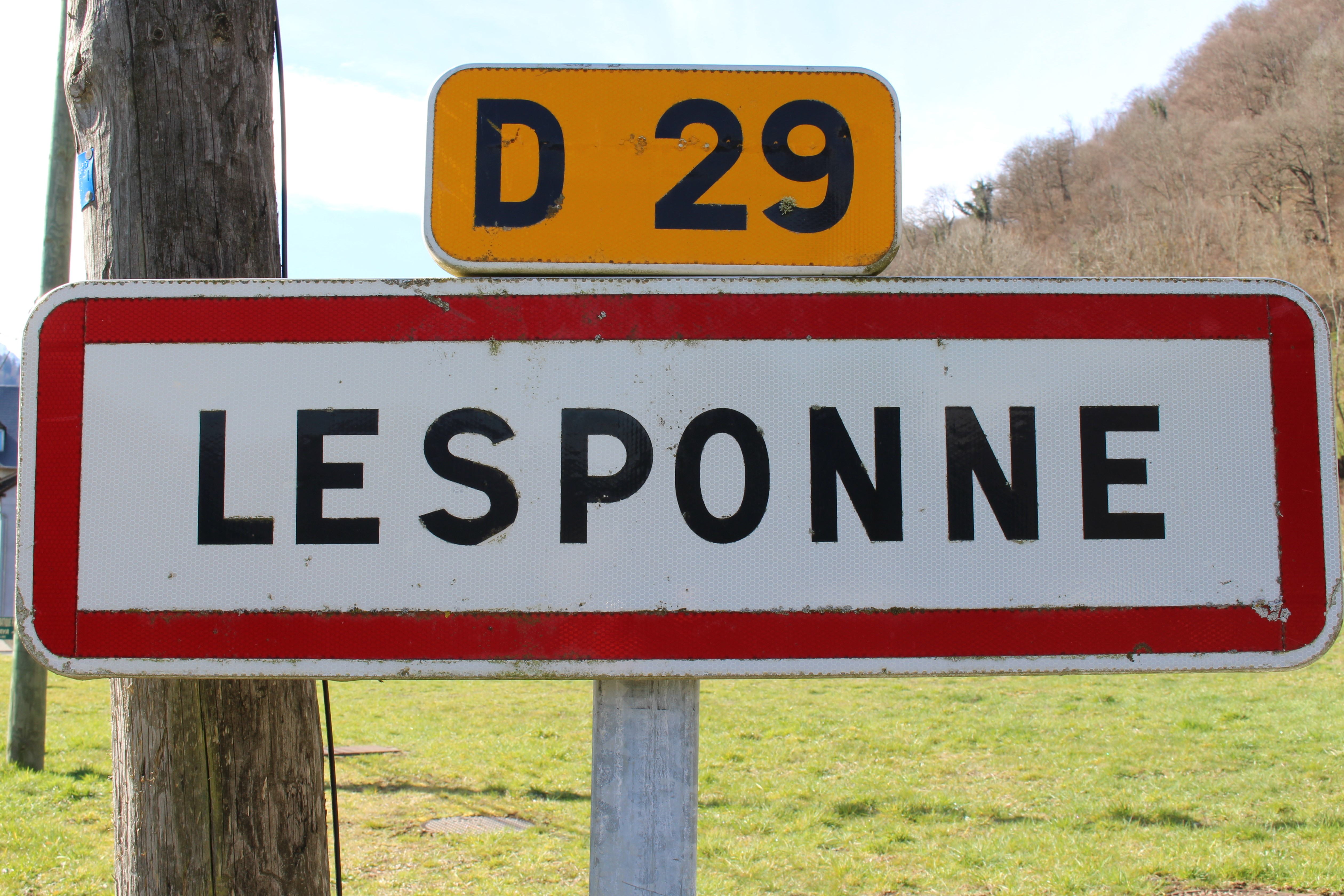
Vue du panneau de Lesponne.

La route départementale 29, ou RD 29, est une route départementale des Hautes-Pyrénées reliant Bagnères-de-Bigorre à Beaudéan.

## Descriptif

### Longueur
L'itinéraire présente une longueur de 10,38 km.

### Nombre de voies
La RD 29 est sur la totalité de son tracé bidirectionnelle à deux voies.

### Tracé
La RD 29 traverse le département d'ouest en est dans la vallée de Lesponne.
Elle est entièrement dans le Pays de Tarbes et de la Haute Bigorre.

## Communes traversées
- Bagnères-de-Bigorre
- Lesponne
- Beaudéan

## Gestion, entretien et exploitation

### Organisation territoriale
En 2021, les services routiers départementaux sont organisés en cinq agences techniques départementales et 25 centres d'exploitation qui ont pour responsabilité l’entretien et l’exploitation des routes départementales de leur territoire. 
La RD 29 dépend de l'agence des Pays de Tarbes et de la Haute Bigorre et du centre d'exploitation de Bagnères-de-Bigorre.

### Exploitation
En saison hivernale, le département publie une carte des conditions de circulation (C1 circulation normale, C2 délicate, C3 difficile, C4 impossible).